# Port d'Austerlitz
Le port d'Austerlitz est une voie située le long de la Seine dans le quartier de la Salpêtrière du 13e arrondissement de Paris. Il ne doit pas être confondu avec le quai d'Austerlitz situé au niveau supérieur et non sur berge.

## Situation et accès
Le port Austerlitz est desservi à proximité par les lignes 5 et 10 à la station Gare d'Austerlitz et la ligne 6 à la station Quai de la Gare.

## Origine du nom
Elle porte le nom de la victoire remportée à Austerlitz sur les Russes et les Autrichiens, le 2 décembre 1805, en raison de sa proximité avec le pont d'Austerlitz et de son nom au voisinage de l'ancien village d'Austerlitz, annexé à Paris en 1818.

## Historique
La Bièvre se jetait ici dans la Seine avant 1910.

## Bâtiments remarquables et lieux de mémoire
- Les docks,
- La Cité de la mode et du design,
- La péniche en béton Louise-Catherine, de Le Corbusier et de Madeleine Zillhardt, en mémoire de la peintre Louise-Catherine Breslau.

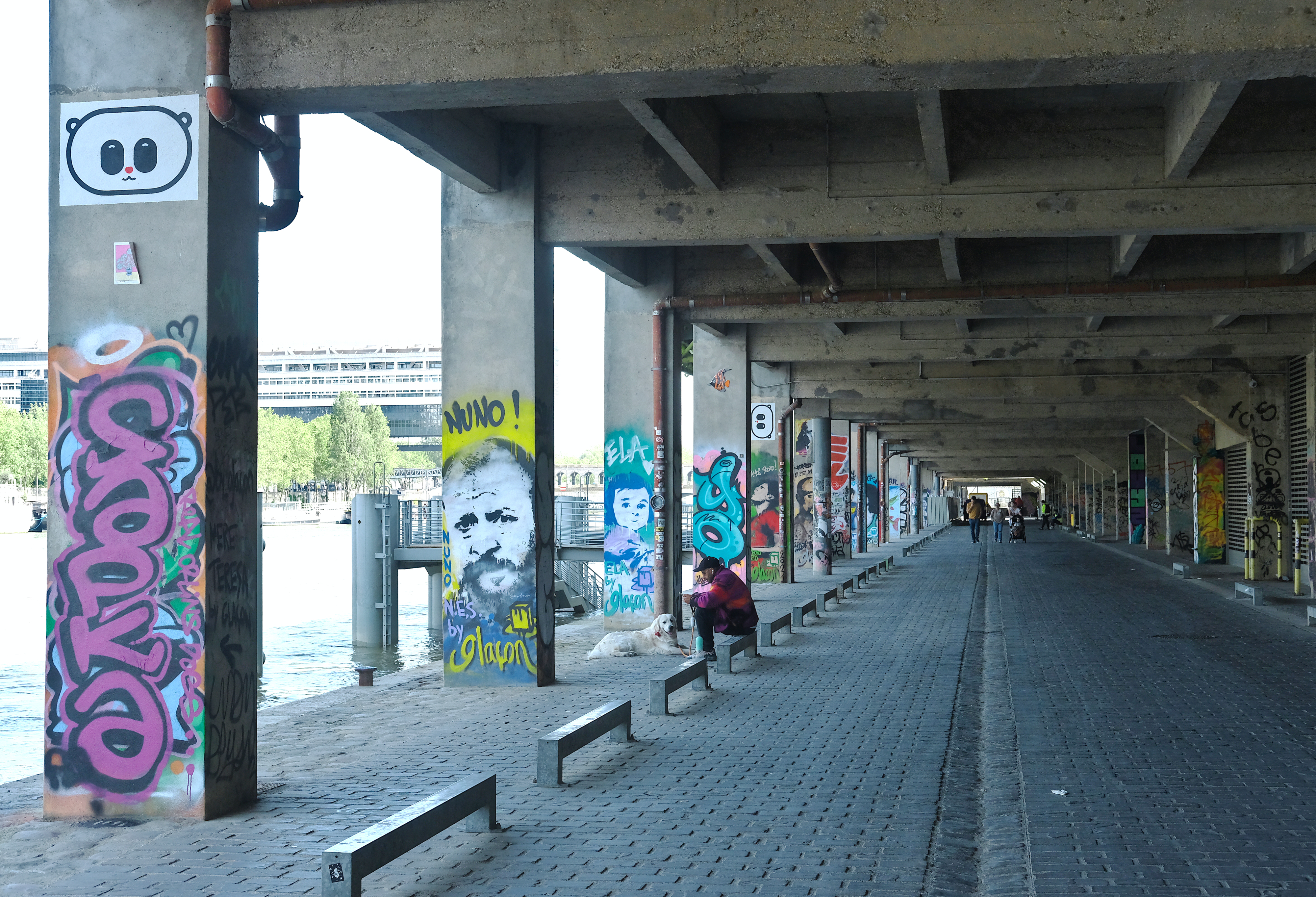
Les docks.
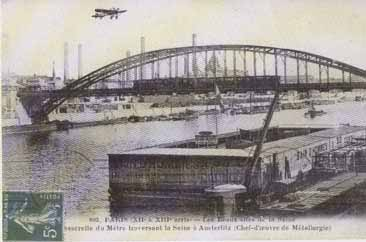
Ancienne piscine amarrée à proximité du viaduc d'Austerlitz (vers 1903).
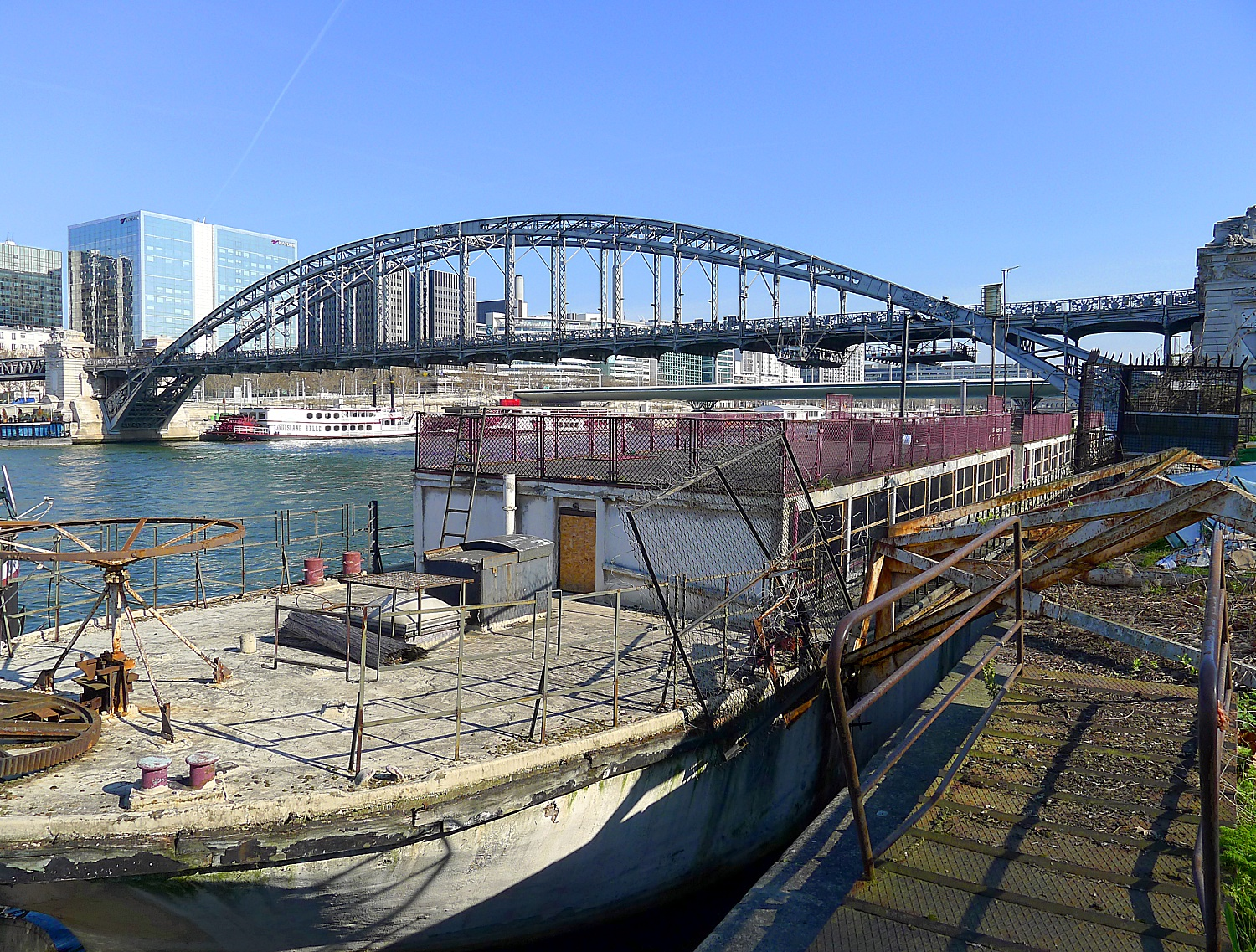
La péniche Louise-Catherine, amarrée à proximité du viaduc d'Austerlitz (2011).

- Présence de nombreux exemples d'art urbain.
